# Symphorien (série télévisée)
Cré Basile
Symphorien est un téléroman humoristique québécois en 269 épisodes de 26 minutes scénarisé par Marcel Gamache et diffusé entre le 8 septembre 1970, et le 26 avril 1977 sur le réseau TVA.
En France, la série a été diffusée à partir du 7 janvier 1975 sur TF1.
Le téléroman sera adapté en pièce de théâtre d'été à partir du 29 juin 2022 au Théâtre du Vieux-Terrebonne.

## Synopsis
Symphorien Laperle (Gilles Latulippe) est concierge dans la maison de chambre de Mme Sylvain (Juliette Huot) dans un quartier populaire de l'est de Montréal.
La série suit les mésaventures de Symphorien et sa famille, et celle des locataires de Mme Sylvain.
Symphorien est un homme calme et raisonnable, contrastant avec ceux qui l'entourent, qui tour à tour, comme au théâtre vaudeville nord-américain (de style music-hall), viennent jouer leur numéro autour de lui.
Symphorien est celui qui doit résoudre tous les problèmes des locataires en plus de faire l'entretien de l'immeuble.
Symphorien a 14 enfants avec sa femme Marie-Madeleine (Denise Proulx), qui semble toujours enceinte, et toujours inquiète et émotive.
Les locataires de Mme Sylvain ne s'entendent pas toujours, cette mésentente étant le moteur de la comédie, mais à eux tous ils forment une famille recomposée.
Malgré son apparence de « Monsieur Tout-le-Monde », Symphorien est amateur de bonnes blagues. Le déroulement de l'épisode est toujours suspendu un moment, comme Gilles Latulippe le ferait dans son Théâtre des Variétés entre deux numéros, le temps que Symphorien raconte une histoire drôle à son frère niais Éphrem (Fernand Gignac). Éphrem ne comprendra évidemment pas le punch tout de suite, et plus tard il essaiera toujours de la raconter de nouveau en manquant le punch.
Notons surtout la rivalité (parfois pour des raisons d'amour) entre Mme Sylvain, sa bonne Marie-Ange (Janine Mignolet), et Mlle L'Espérance (Janine Sutto). Plus tard dans la série, Mlle Lespérance trouvera enfin l'amour de sa vie en la personne de Oscar Bellemare (Jean-Louis Millette), directeur de pompes funèbres.

## Production
La très grande distribution et le grand nombre de personnages est la marque de la série, mais l'auteur, Marcel Gamache, et Gilles Latulippe ont créé un monde où chacun a son rôle bien étoffé et deviennent des archétypes auquel le téléspectateur s'attache facilement.
Gilles Latulippe s'est entouré de comédiens provenant non seulement du vaudeville, mais aussi du théâtre dit « sérieux ». (C'est une caractéristique des comédiens québécois, qu'on puisse retrouver au même moment au théâtre, dans une comédie sur une chaîne, et dans une dramatique sur une autre). Tous sont bien connus du grand public, ou le deviennent. Bien que la série soit une comédie légère, le texte est soigné, et tous les comédiens s'y donnent à cœur joie.
Le célèbre thème musical d'ouverture de l'émission était une adaptation de la pièce The Charmer (John Pisano) et interprétée par Nick Barbarossa et son orchestre (Polydor, R-U, 1968, vinyl).
Le vitrail de style Art déco autour de la porte d'entrée est la signature visuelle de la série, inspirés par de telles décorations dans les immeubles du boulevard Saint-Joseph dans le Plateau Mont-Royal, ou du quartier Rosemont de Montréal, par exemple.

## Fiche technique
- Scénariste : Marcel Gamache
- Réalisation : Pierre A. Morin, Gilles Vincent et Claude Lavallée
- Société de production : Télé-Métropole

## Distribution
- Gilles Latulippe : Symphorien Laperle
- Juliette Huot : Aurore Sylvain
- Janine Sutto : Berthe Lespérance
- Chantal Saint-Cyr : Denise Lespérance
- Denise Proulx : Marie-Madeleine, épouse de Symphorien
- Ronald Guévremont : René Laperle, fils de Symphorien et de Marie-Madeleine
- Fernand Gignac : Éphrem Laperle, frère de Symphorien
- Janine Mignolet : Marie-Ange Boisclair, la bonne
- Denis Drouin : Donat Labonté, ami de Symphorien
- Amulette Garneau : Angélique Labonté, épouse de Donat
- Jean-Pierre Masson : Jules Crépeau, fiancé de Madame Sylvain
- Yves Létourneau : Placide Beaulac, policier
- Catherine Bégin : Diane Beaulac, épouse de Placide
- Jean-Louis Millette : Oscar Bellemare
- Béatrice Picard : Blanche Bellemare, mère d'Oscar
- Léo Rivest : Dollard Tassé, époux de Blanche Bellemare
- Jean Coutu : Marcel Sansouci
- Louise Deschâtelets : Élizabeth Bellerose, fiancée de Marcel Sansouci
- Rolland D'Amour : Inspecteur Pigeon, le chef de police
- Benoît Girard :                                                                 Dr Claude Jetté
- Georges Carrère : Jérôme Bourcier
- Robert Desroches : Pacifique Ladouceur
- Suzanne Langlois : Agathe Lamarre, belle-mère de Symphorien
- Jean-Louis Paris : Césaire Surprenant, époux d'Agathe Lamarre
- Manda Parent : Madame Pigeon
- Denise Andrieu : Claire Lajoie
- Roger Garceau : Trefflé de Bellefeuille
- Suzanne Lévesque : Louise Bourcier
- Michel Noël : Napoléon Laperle, père de Symphorien et d'Éphrem
- Gérard Poirier : Ovide Fontaine
- Guy Provost : Maurice Gagnon
- Louise Rémy : Céline Sylvain
- Marc Favreau : Rodrigue Moquin
- Réal Béland : Raoul
- Edgar Fruitier : Yvon Léveillée, pharmacien
- Denise Morelle : Tante Clara
- J. Léo Gagnon : Inspecteur
- Paul Guèvremont : Gérald Rochon
- Andrée Boucher : Lise Mollet, cousine Églantine
- Jean-Luc Montminy : Pompier
- Michel Forget : Anatole Labonté
- Ian Ireland : Samuel Scott
- Yvon Leroux : Vincent Larose
- Maurice Beaupré : M. Lauzon

et dans divers rôles :
- Gilbert Comtois
- Julien Bessette
- Gilles Pellerin
- Paul Gauthier
- René Jourdain
- Marthe Nadeau
- Claude Préfontaine
- Louise Turcot
- Denise Dubreuil
- Jean-René Ouellet
- Lionel Villeneuve
- Andrée Saint-Laurent
- Pierre Dufresne
- Guy L'Écuyer
- Paul Desmarteaux
- Robert Rivard
- Jacques Bilodeau

## Anecdotes
- Un épisode où on voit les personnages dans le futur fut calqué en partie sur un épisode de la sitcom américaine The Mary Tyler Moore Show.
- Le lutteur français André René Roussimoff dit le géant Ferré a fait plusieurs apparitions à l'émission.
- Dans une entrevue à l'occasion du 50e anniversaire de TVA en 2011, Janine Sutto a déclaré qu'il arrivait que l'auteur n'avait même pas fini le scénario de l'épisode au moment de son enregistrement, les comédiens l'aidant joyeusement à compléter le tout au moment des répétitions, la journée même.
- Contrairement à la série précédente, Cré Basile, dont les cassettes ont été effacées, celles de Symphorien ont été conservés. Le téléroman a été rediffusé à plusieurs reprises au lancement de la chaîne Prise 2 en 2006[4].